# Olympische Winterspiele 2022/Freestyle-Skiing – Halfpipe (Männer)
Der Halfpipe-Wettkampf der Männer im Freestyle-Skiing bei den Olympischen Winterspielen 2022 wurde am 17. und 19. Februar im Genting Skiresort ausgetragen.

## Ergebnisse

### Qualifikation
17. Februar, 12:30 Uhr (Ortszeit), 5:30 Uhr (MEZ)
Die besten 12 Athleten qualifizieren sich für das Finale.
| Rang | Athlet            | Nation             | 1. Lauf | 2. Lauf | Bester Lauf | Anm. |
| ---- | ----------------- | ------------------ | ------- | ------- | ----------- | ---- |
| 1    | Aaron Blunck      | Vereinigte Staaten | 26,25   | 92,00   | 92,00       | Q    |
| 2    | Nico Porteous     | Neuseeland         | 75,50   | 90,50   | 90,50       | Q    |
| 3    | Birk Irving       | Vereinigte Staaten | 83,25   | 89,75   | 89,75       | Q    |
| 4    | David Wise        | Vereinigte Staaten | 88,75   | 89,00   | 89,00       | Q    |
| 5    | Brendan Mackay    | Kanada             | 87,25   | 85,00   | 87,25       | Q    |
| 6    | Noah Bowman       | Kanada             | 78,25   | 85,50   | 85,50       | Q    |
| 7    | Alex Ferreira     | Vereinigte Staaten | 84,25   | 69,50   | 84,25       | Q    |
| 8    | Simon d’Artois    | Kanada             | 82,50   | 68,25   | 82,50       | Q    |
| 9    | Miguel Porteous   | Neuseeland         | 81,00   | 31,75   | 81,00       | Q    |
| 10   | Kévin Rolland     | Frankreich         | 65,25   | 75,25   | 75,25       | Q    |
| 11   | Robin Briguet     | Schweiz            | 72,25   | 3,00    | 72,25       | Q    |
| 12   | Gus Kenworthy     | Großbritannien     | 8,50    | 70,75   | 70,75       | Q    |
| 13   | Ben Harrington    | Neuseeland         | 69,25   | 23,50   | 69,25       |      |
| 14   | Mao Bingqiang     | China              | 62,75   | 66,25   | 66,25       |      |
| 15   | Rafael Kreienbühl | Schweiz            | 60,50   | 4,00    | 60,50       |      |
| 16   | Lee Seung-hoon    | Südkorea           | 49,75   | 56,75   | 56,75       |      |
| 17   | Marco Ladner      | Österreich         | 53,50   | 6,50    | 53,50       |      |
| 18   | Sun Jingbo        | China              | 4,25    | 48,75   | 48,75       |      |
| 19   | Gustav Legnavsky  | Neuseeland         | 48,25   | 40,75   | 48,25       |      |
| 20   | Brendan Newby     | Irland             | 10,75   | 47,00   | 47,00       |      |
| 21   | He Binghan        | China              | 45,00   | 17,75   | 45,00       |      |
| 22   | Wang Haizhuo      | China              | 37,00   | 9,25    | 37,00       |      |
| 23   | Jon Sallinen      | Finnland           | 18,00   | 18,50   | 18,50       |      |

### Finale
19. Februar, 9:30 Uhr (Ortszeit), 2:30 Uhr (MEZ)
| Rang | Athlet          | Nation             | 1. Lauf | 2. Lauf | 3. Lauf | Bester Lauf |
| ---- | --------------- | ------------------ | ------- | ------- | ------- | ----------- |
| 1    | Nico Porteous   | Neuseeland         | 93,00   | 30,75   | 9,25    | 93,00       |
| 2    | David Wise      | Vereinigte Staaten | 90,75   | 7,75    | 40,00   | 90,75       |
| 3    | Alex Ferreira   | Vereinigte Staaten | 86,75   | 83,75   | 67,75   | 86,75       |
| 4    | Noah Bowman     | Kanada             | 84,25   | 84,75   | 21,25   | 84,75       |
| 5    | Birk Irving     | Vereinigte Staaten | 80,00   | 32,50   | 48,00   | 80,00       |
| 6    | Kévin Rolland   | Frankreich         | 54,75   | 77,25   | 79,25   | 79,25       |
| 7    | Aaron Blunck    | Vereinigte Staaten | 70,25   | 78,25   | 13,50   | 78,25       |
| 8    | Gus Kenworthy   | Großbritannien     | 17,50   | 3,75    | 71,25   | 71,25       |
| 9    | Brendan Mackay  | Kanada             | 4,00    | 65,50   | 27,00   | 65,50       |
| 10   | Simon d’Artois  | Kanada             | 7,25    | 7,00    | 63,75   | 63,75       |
| 11   | Miguel Porteous | Neuseeland         | 63,50   | 4,25    | 30,50   | 63,50       |
| 12   | Robin Briguet   | Schweiz            | 21,75   | 6,75    | 3,00    | 21,75       |